# Stockholms handelskammares stadsmiljöpris

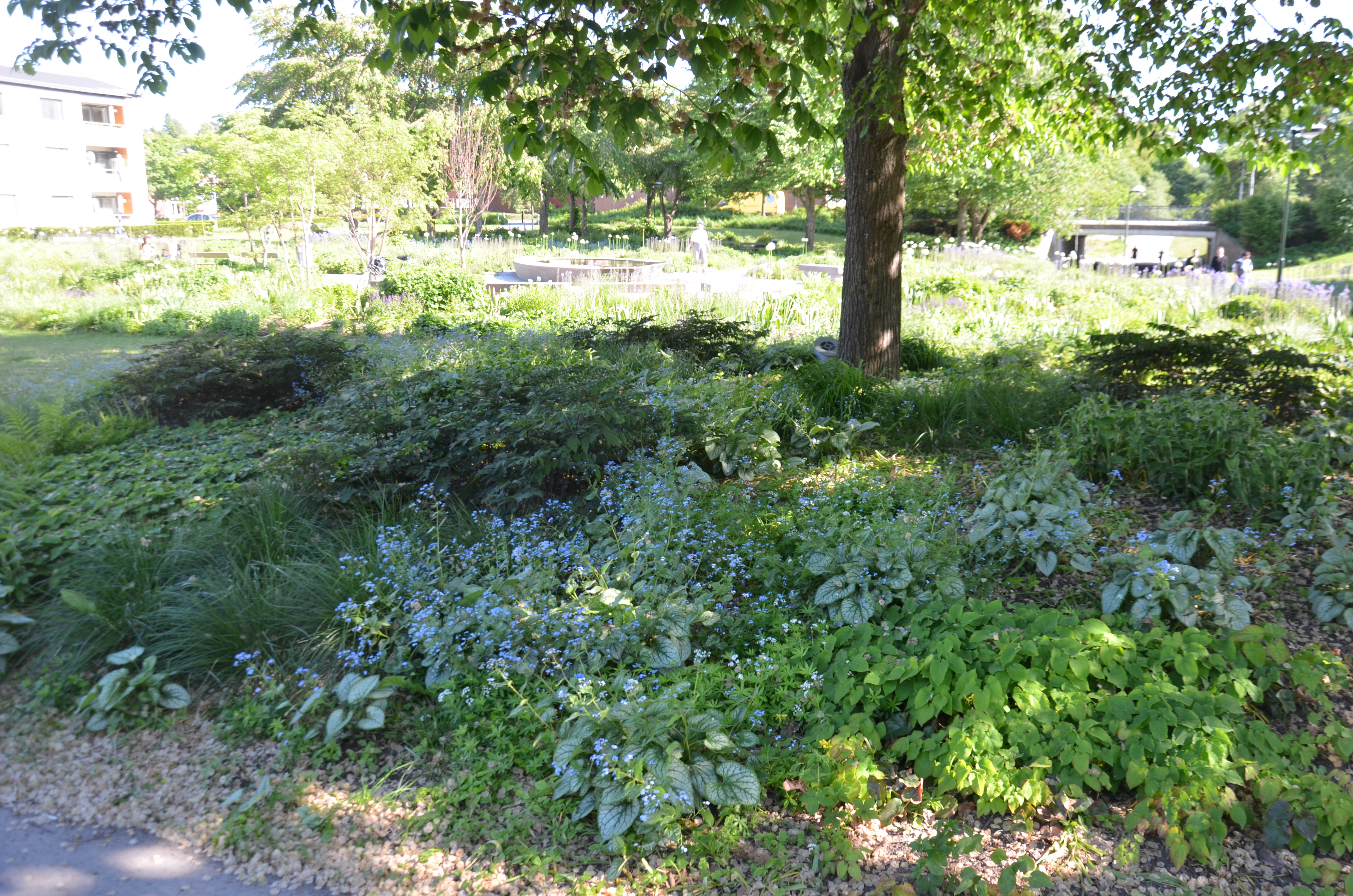
Perennparken, Skärholmen, en av två pristagare 2012

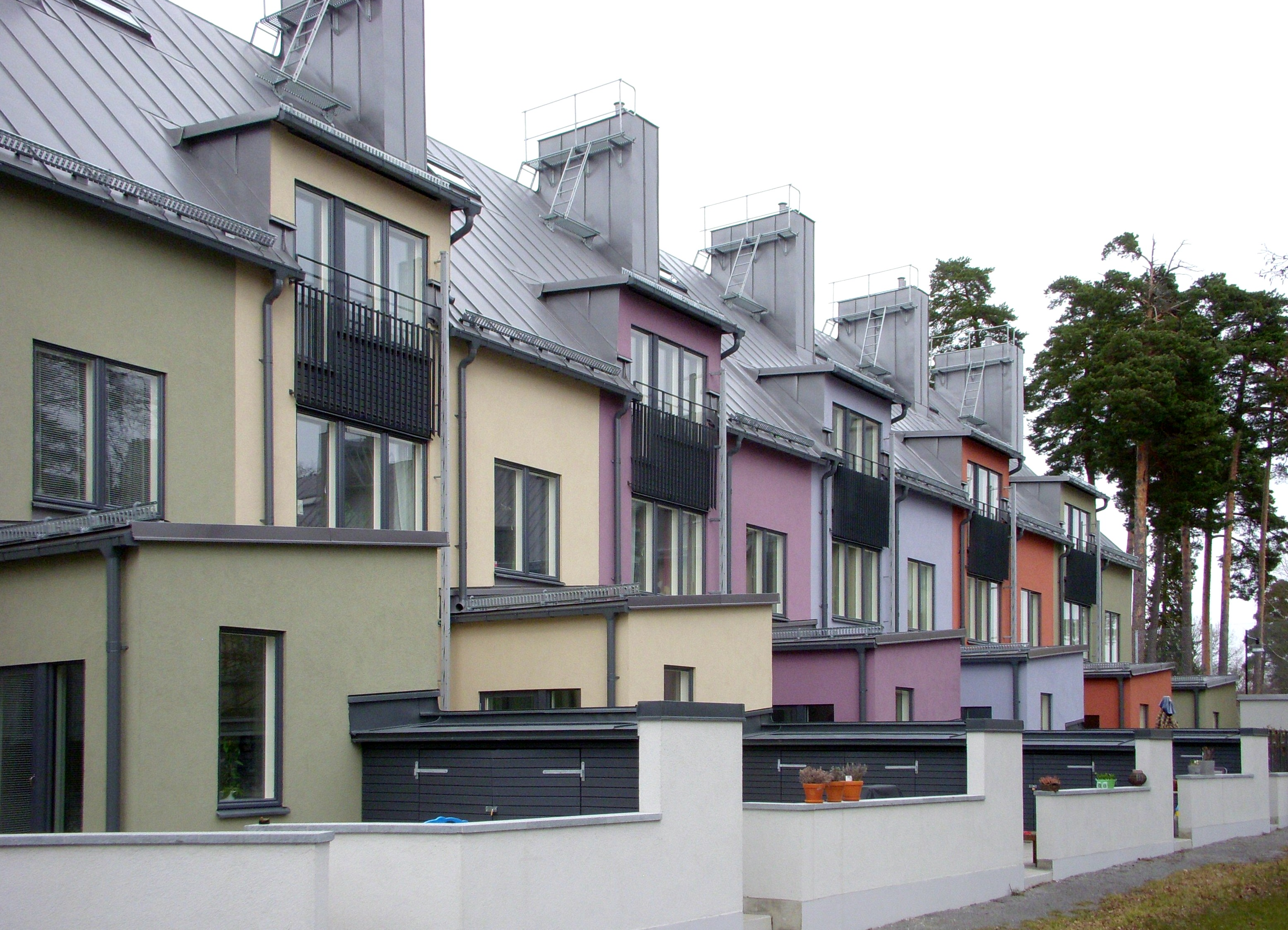
Kvarteret Mursmäckan i Kärrtorp, en av två pristagare 2012

Stockholms handelskammarens stadsmiljöpris är ett pris som utdelas av Stockholms handelskammare årligen sedan 1986. Det har tidigare benämnts Stockholmspriset.
Srockholms handelskammares stadsmiljöpris delas ut för enskilda stadsmiljöinsatser i Stockholm, vilka avslutats närmast föregående kalenderår. Priset är avsett att belöna projekt som "på bästa sätt bidragit till förskönande eller förbättring av Stockholms stadsmiljö". Det delas ut för miljöer som är tillgängliga för allmänheten.
År 2013 valde prisjuryn att inte dela ut något pris, med motiveringen att juryn inte hittat något projekt i Stockholm som varit värdigt att få priset.

## Pristagare 1995–2019
- 1995 Trafikplats Haga norra
- 1996 Jarlaplan, nya bostäder, samt Balettakademin och upprustning av Stockholms borgarskola
- 1997 Moderna museet
- 1998 Kvarteret Wahrenberg
- 1999 Aula Magna
- 2000 Arlanda Express och Piperska murens barockpark
- 2001 AlbaNova (Fysikcentrum)
- 2002 Upprustningen av Stockholms kajer
- 2003 Dieselverkstaden i Nacka
- 2004 Södra länken
- 2005 Liljeholmstorget
- 2006 Street
- 2007 Bonniers Konsthall
- 2008 Industricentralen och Nitty Gritty
- 2009 Lydmar Hotel
- 2010 Bibliotek i tunnelbanan
- 2011 Förskolan Paletten
- 2012 Perennparken i Skärholmen och kvarteret Mursmäckan i Kärrtorp
- 2013 Inget pris utdelat
- 2014 Trähusen vid Strandparken, Sundbyberg[3]
- 2015 Amanda Larsson [4]
- 2016 Rinkebystråket[5]
- 2017 Pop-up-saluhallen på Östermalmstorg[6]
- 2018 Tensta Torn[7]
- 2019 Folke Bernadottes bro på Djurgården och nya bron mellan Rinkeby och Stora Ursvik.[8]